# Little Trouble Kids
Little Trouble Kids is een Belgische indiepopband. De band werd opgericht door Thomas Werbrouck en Eline Adam, die ook een koppel vormen. Thomas Werbrouck is tevens frontman van Krankland.
Het debuutalbum Little Trouble Kids werd geproduceerd door Tim Vanhamel. De opvolger Adventureland uit 2012 werd geproduceerd door Micha Volders.
De band speelde onder meer op Pukkelpop.
In 2015 werd een voorstelling gemaakt met instrumenten gemaakt uit vuilnis.

## Discografie
- 2010: Little Trouble Kids
- 2012: Adventureland
- 2014: Haunted Hearts